# In the Middle of Nowhere
In the Middle of Nowhere är Modern Talkings fjärde album släppt 1986. Låten Geronimo's Cadillac från albumet blev en stor succé.

## Låtar
1. "Geronimo's Cadillac" — 3:21
2. "Riding On A White Swan" — 3:56
3. "Give Me Peace On Earth" — 4:15
4. "Sweet Little Sheila" — 3:06
5. "Ten Thousand Lonely Drums" — 3:33
6. "Lonely Tears In Chinatown" — 3:33
7. "In Shaire" — 3:46
8. "Stranded In The Middle Of Nowhere" — 4:34
9. "The Angels Sing In New York City" — 3:36
10. "Princess Of The Night" — 3:57